# Nguyễn Văn Sơn (Hà Giang)
Nguyễn Văn Sơn (sinh năm 1964) là một chính khách Việt Nam. Ông nguyên là Phó Bí thư Tỉnh ủy, Chủ tịch Ủy ban nhân dân tỉnh Hà Giang khóa XVII, nhiệm kỳ 2016–2021.

## Lý lịch và học vấn
Nguyễn Văn Sơn sinh ngày 14 tháng 9 năm 1964 tại thị trấn Vĩnh Tuy, huyện Bắc Quang, tỉnh Hà Giang. Quê quán: xã Đông La, huyện Hoài Đức, thành phố Hà Nội.
Ngày vào Đảng Cộng sản Việt Nam: 4/6/1994. Ngày vào Đảng chính thức: 4/6/1995.
Trình độ học vấn:
- Giáo dục phổ thông: 10/10
- Chuyên môn, học vị: Cử nhân Kinh tế - Tiến sĩ Kinh tế
- Lý luận chính trị: Cử nhân.
- Quản lý hành chính Nhà nước: Chuyên viên Cao cấp
- Ngoại ngữ: Anh C
- Tin học: Trình độ C

## Sự nghiệp
Từ 10/1983 - 8/1987: Cán bộ Phòng Tài chính - Giá cả huyện Hoàng Su Phì, tỉnh Hà Tuyên.
Từ tháng 9/1987 - tháng 7/1991: Sinh viên Trường Đại học Tài chính Kế toán Hà Nội.
Từ tháng 8/1991 - 9/1991: Cán bộ Phòng Quản lý Ngân sách Văn xã - Sở Tài chính vật giá tỉnh Hà Tuyên.
Từ tháng 10/1991 - 10/1992: Tổ trưởng Tổ Kế hoạch Ngân sách văn xã - Sở Tài chính - Vật giá tỉnh Hà Giang.
Từ tháng 11/1992 - 10/1995: Phó phòng (phụ trách) Phòng Quản lý Ngân sách Văn xã - Sở Tài chính Hà Giang.
Từ tháng 11/1995 - 9/1997: Trưởng phòng Quản lý Ngân sách - Sở Tài chính tỉnh Hà Giang.
Từ tháng 10/1997 - 8/1998: Phó Giám đốc - Ủy viên Ban Cán sự Đảng, Bí thư Chi bộ Sở Tài chính Hà Giang.
Từ tháng 10/1997 - 8/1998: Phó Giám đốc - Ủy viên Ban Cán sự Đảng, Bí thư Chi bộ Sở Tài chính Hà Giang.
Từ tháng 9/1998 - 7/2000: Học viên Học viện Chính trị Quốc gia Hồ Chí Minh.
Từ tháng 8/2000 - 9/2000: Phó Giám đốc - Ủy viên Ban Cán sự Đảng, Bí thư Đảng ủy Sở Tài chính Hà Giang.
Từ tháng 10/2000 - 3/2004: Ủy viên Ban Chấp hành Đảng bộ tỉnh - nhiệm kỳ 2000-2005, Bí thư Đảng ủy - Giám đốc Sở Tài chính Hà Giang.
Từ tháng 4/2004 - 11/2009: Ủy viên Ban Chấp hành Đảng bộ tỉnh - nhiệm kỳ 2005-2010, Bí thư Huyện ủy Bắc Quang.
Từ tháng 12/2009 - 10/2010: Ủy viên Ban Chấp hành Đảng bộ tỉnh - nhiệm kỳ 2005-2010, Ủy viên Ban Cán sự Đảng - Phó Chủ tịch Ủy ban nhân dân tỉnh.
Từ tháng 10/2010 - 10/2015: Ủy viên Ban Thường vụ Tỉnh ủy, Phó Bí thư Ban Cán sự Đảng, Phó Chủ tịch Thường trực Ủy ban nhân dân tỉnh.
Tại kỳ họp thứ 16, Hội đồng nhân dân tỉnh Hà Giang khóa XVI, nhiệm kỳ 2011 - 2016, họp từ ngày 8-10/12/2015, Nguyễn Văn Sơn được bầu giữ chức vụ Chủ tịch Ủy ban nhân dân tỉnh Hà Giang.
Ngày 29/6/2016, tại kỳ họp thứ nhất, Hội đồng nhân dân tỉnh Hà Giang đã bầu Nguyễn Văn Sơn tiếp tục giữ chức vụ Chủ tịch Ủy ban nhân dân tỉnh Hà Giang khóa XVII, nhiệm kỳ 2016-2021.
Ngày 30/11/2024, tại Hội nghị Ban Chấp hành Đảng bộ tỉnh Hà Giang khóa XVII, nhiệm kỳ 2020 – 2025 lần thứ 27, Ban Tổ chức Tỉnh ủy Hà Giang đã công bố quyết định của Ban Bí thư Trung ương Đảng về việc thông báo nghỉ hưu trước tuổi kể từ ngày 1/12/2024 đối với ông Nguyễn Văn Sơn, Phó Bí thư Tỉnh ủy, Chủ tịch UBND tỉnh; ông Trần Đức Quý, Ủy viên Ban Chấp hành Đảng bộ tỉnh, Phó Chủ tịch UBND tỉnh.

## Kỉ luật
Tháng 12 năm 2019, Ủy ban Kiểm tra Trung ương Đảng Cộng sản Việt Nam khóa 12 quyết định kỉ luật khiển trách ông Nguyễn Văn Sơn "vì có vi phạm, khuyết điểm trong công tác lãnh đạo, kiểm tra, giám sát và xử lí các vi phạm trong kì thi trung học phổ thông quốc gia năm 2018 tại tỉnh Hà Giang". Một nguyên nhân nữa là ông có người thân nhờ nâng điểm thi cho thí sinh.
Ngày 22 tháng 1 năm 2020, ông bị Thủ tướng Nguyễn Xuân Phúc ban hành quyết định kỉ luật khiển trách do có vi phạm trong kì thi trên. Lúc này, ông đang giữ chức vụ Chủ tịch UBND tỉnh Hà Giang.